# Hạn chế đi lại liên quan đến đại dịch COVID-19
Do hậu quả của đại dịch coronavirus năm 2019, nhiều quốc gia và khu vực đã áp dụng phong tỏa và/hoặc cấm nhập cảnh đối với công dân hoặc du khách của các khu vực bị virus này ảnh hưởng nhất.
Cùng với việc hạn chế khả năng đi lại, các hạn chế này đã có tác động tiêu cực về kinh tế và xã hội đối với lĩnh vực du lịch ở các khu vực đó. Một tác động dài hạn có thể là sự suy giảm của du lịch kinh doanh và hội nghị quốc tế, và sự gia tăng của các tương đương ảo, trực tuyến của họ.